# D'Nash
D'Nash (NASH hasta marzo de 2007) fue un grupo de chicos pop español. Fue creado en 2005.
El cuarteto hizo su debut con el disco Capaz de todo y alcanzó la fama principalmente por su participación en el Festival de la Canción de Eurovisión 2007 cuando representaron a España con el tema I love you mi vida. Su segundo álbum Todo va a cambiar fue lanzado en diciembre de 2007.

## Miembros
El grupo está formado por cuatro componentes:
- Basty, Esteban Piñero Camacho (n. Cádiz, 28 de febrero de 1981)
- Mikel, Miguel Hennet Sotomayor (n. Puerto de la Cruz, 20 de enero de 1983)
- Javi, Francisco Javier Álvarez Colinet (n. Sevilla, 30 de abril de 1983)
- Ony, Antonio Martos Ortiz (n. Valencia, 19 de febrero de 1981)

Ony estuvo fuera del grupo durante seis años, volviendo a reunirse con el grupo en 2014. Desde entonces han hecho varias apariciones nuevamente como cuarteto.

## Carrera

### Capaz de todo: el debut
En 2005 Mikel, Basty, Javi y Ony se unieron para comenzar su carrera como Nash. Los productores Carlos Quintero y Mar de Pablos crearon el sello Jamm Records, con el que el grupo firmó un contrato discográfico por cinco años. Tras el éxito de grupos como Take That o Backstreet Boys, la discográfica quiso españolizar el fenómeno de las boy bands. El grupo adoptó un estilo basado en ritmos como el pop, el R&B contemporáneo, la balada y el dance, con influencias importantes de diversos artistas como Luis Fonsi, Justin Timberlake, Backstreet Boys, Madonna o Michael Jackson.
El primer sencillo que lanzaron fue Capaz de todo en enero de 2006 y el álbum homónimo fue publicado el 27 de marzo por Records Caes, consiguiendo entrar en la lista oficial de ventas de España (PROMUSICAE), aunque en puestos muy bajos.
Poco después, la compañía discográfica lanzaría la reedición de su disco titulada Capaz de todo: Edición especial, con dos temas nuevos (Que sabes del amor y Más allá de las estrellas) y un DVD de los vídeos musicales lanzados hasta la fecha, además de una sesión fotográfica de los componentes. Además, el disco se publicó también en Portugal y Andorra.

### Eurovisión 2007
Nash se inscribió como participante en el concurso de TVE, Misión Eurovisión, certamen destinado a seleccionar al representante de España en la 52.º edición del Festival de la Canción de Eurovisión. El grupo ganó el 23 de enero de 2007 la tercera gala de dicho programa pasando directamente a la semifinal del programa, donde representaron una versión del tema Stand by Me. En la semifinal, obtuvieron un segundo puesto que les dio el pase a la gran final, ocasión en que cantaron la canción que da título a su disco Capaz de todo.
En la final de Misión Eurovisión, varios artistas junto con Nash interpretaron cinco canciones: Busco una chica, I love you mi vida, La reina de la noche, Tu voz se apagará y Una lágrima. Finalmente, Nash se alzó con la victoria al interpretar I love you mi vida, canción compuesta por Tony Sánchez-Ohlsson, Rebeca Pous del Toro y Thomas G:son.
Para la banda formada por Ony, Mikel, Basty y Javi, I love you mi vida era su canción favorita desde el principio, como reconoció el propio Basty un par de días después de obtener su billete para Helsinki: "Es la canción que más nos impactó, la que más nos gustaba. Pensando en el Festival, creemos que era la canción que más se prestaba y que más resultado puede tener y que podemos llevarla a nuestro rollo".[cita requerida]
En marzo de 2007, debido a problemas a la hora de registrar el nombre NASH, decidieron cambiarlo por D'Nash. Ese mismo mes, Antonio Ábalos, su representante artístico, decide poner fin a su relación laboral con el grupo.
Debido a que España clasificaba directamente a la final del Festival de la Canción de Eurovisión, D'Nash no debió participar en la semifinal del concurso. La banda se presentó el 12 de mayo de 2007 en el Helsinki Arena de Helsinki, Finlandia, en la segunda posición. España recibió un total de 43 puntos (siendo Albania el único país que entregó el máximo de 12 puntos), obteniendo el 20.º lugar de los 24 participantes. En junio de ese mismo año, escradio.com les otorga el premio a mejor canción y mejor grupo del festival de 2007, mediante una votación popular con el 13,9% y 21,8% de los votos respectivamente.

### Todo va a cambiar
Tras la participación en el Festival de Eurovisión de 2007, la banda comenzó a desarrollar su segundo álbum de estudio, tomando las riendas de su carrera discográfica. Todo va a cambiar, título que corresponde a este nuevo disco, fue lanzado el 4 de diciembre de 2007, siendo su primer sencillo la canción titulada Amanda, que es una adaptación en castellano del tema del sueco Jimmy Jansson, escrito por el mismo compositor de I love you mi vida.
El disco estaba compuesto por 12 canciones en las que podemos escuchar nuevos sonidos en comparación con el anterior disco. Se mezclan las canciones de amor y desamor, alternándose en baladas, sonidos R&B contemporáneo y sonidos más pop-dance.Todo va a cambiar logró cerca de 35.000 copias vendidas, además se caracterizó por la realización de una gira promocional llamada D'Tour, que se presentó en diversos lugares a lo largo de España. Uno de los más característicos es el D'Corazón de Fuengirola (Málaga), donde Ony (Antonio Martos), anunció su despedida del grupo, iniciándose así una nueva etapa para D'Nash.

### Garabatos
En 2008, Antonio Martos anunció su partida del grupo, que se convirtió así en trío. Tras la partida de Ony, el grupo se dedicó a grabar algunas nuevas versiones del anterior trabajo Todo va a cambiar, incluso con la grabación de dos nuevos videoclips: Amanda y Dale. Tras eso, los componentes del grupo comenzaron a componer su tercer trabajo musical titulado Garabatos, bajo una nueva compañía discográfica llamada DCB Music.
El disco cuenta con numerosas variedades de estilos, aunque destacan temas de amor y desamor, muchos compuestos por ellos mismos. El disco contiene un CD con quince canciones y un DVD titulado "Esa mitad de mi", en el que se muestra un lado más íntimo de sus componentes. El primer sencillo fue En medio de la calle, que ya había estado presente en el disco anterior. 
El grupo realizó una gira por España dando conciertos en Madrid, Zaragoza, Murcia o Sevilla. Posteriormente, marcharon a México para promocionar el disco y su sencillo. En Miami dieron conciertos, concedieron entrevistas y realizaron sesiones fotográficas. El éxito se ha propagado por toda Latinoamérica teniendo mucho éxito en México o Colombia. El grupo ha anunciado volver a Latinoamérica donde concederán nuevos conciertos y difundirán el trabajo. 
Posteriormente, volvieron a países europeos donde cosechan éxitos como Finlandia, y tras eso marcharon a Miami para diferentes actos. Estando en Miami y a través de la red social Twitter y sus cuentas personales (@DnashOficial @JaviSoleil @BastyOficial @HennetOficial) anunciaron la grabación de un nuevo videoclip.

### Disolución
La banda se separó en 2013, debido a las bajas ventas de su último álbum Garabatos.
Los cuatro miembros continuaron con sus carreras artísticas: Javi comenzó una carrera en solitario, Ony y Mikel participando en diferentes musicales y Basty con una empresa de espectáculos.

### Actualidad: reencuentros
El cuarteto original se ha reunido en varias ocasiones para celebrar conciertos, destacando un encuentro virtual en 2020 durante el confinamiento en el que interpretaron su tema Capaz de todo, charlaron y animaron a sus fans.

## Discografía
Álbumes de estudio
| Fecha de lanzamiento | Álbum             | Discográfica | Posición en lista |
| Fecha de lanzamiento | Álbum             | Discográfica | España            |
| -------------------- | ----------------- | ------------ | ----------------- |
| 2006                 | Capaz de todo     | Warner Music | 23                |
| 2007                 | Todo va a cambiar | Warner Music | 39                |
| 2011                 | Garabatos         | Discmedi     | 46                |

## Premios
- Los 4 miembros fueron elegidos entre "los 100 hombres más sexys del planeta"
- Premio "Me vuelve Loca" de la revista Star 2
- Mejor grupo del Festival de la Canción de Eurovisión 2007 gracias a ESCradio.com y sus premios ESCawards
- Mejor canción del Festival de la Canción de Eurovisión 2007 gracias a ESCRadio.com y sus premios ESCawards